# Слуцкий сахарорафинадный комбинат
Слуцкий сахарорафинадный комбинат (бел. Слуцкі цукрарафінадны камбінат, Слуцкі цукрова-рафінадны камбінат) – белорусское предприятие пищевой промышленности, один из четырёх сахарных заводов в Беларуси. Расположен в городе Слуцк Минской области.

## История
По данным официального сайта предприятия, в 1960 году Совет Министров БССР принял решение о строительстве в Слуцке сахарного завода мощностью по переработке 3 тысячи тонн свеклы в сутки, а проектное задание на строительство было утверждено в 1962 году. В декабре 1965 года был произведён первый сахар, и 1965 год считается датой создания комбината. Первоначально назывался Слуцкий сахарорафинадный завод и подчинялся Управлению пищевой промышленности Совета народного хозяйства БССР, в октябре 1965 года передан в состав Министерства пищевой промышленности БССР. В 1976 году преобразован в Слуцкий сахарорафинадный комбинат. В 1985 году передан в подчинение Главного управления пищевой промышленности Государственного агропромышленного комитета БССР, с 1991 года – в подчинении Министерства сельского хозяйства и продовольствия БССР, затем  – концерна «Белпищепром» (преобразован в «Белгоспищепром»). В 1993 году мощность комбината по переработке сахарной свеклы была увеличена до 6 тысяч тонн в сутки. В 1996 году преобразован в открытое акционерное общество.
В 2006–2016 годах комбинат закупил итальянское оборудование (прессы сырого жома), в 2007 году комбинат построил цех сушки и гранулирования жома, в 2011–2012 году было установлено немецкое оборудование (центрифуги в продуктовом цехе), введены в эксплуатацию новые установки на различных участках производства, установлен турбогенератор мощностью 7,5 МВт, в 2013 году был установлен диффузионный аппарат колонного типа и введена в эксплуатацию новая фасовочная фабрика с тремя автоматическими линиями, в 2017–2020 годах построены три резервуара для сиропа общим объёмом 128 тысяч тонн сахарного сиропа и свекломоечный комплекс.

## Современное состояние
Комбинат производит сахар белый кристаллический, мелкокристаллический и кусковой; мелассу; свекловичный жом; дефекат; соки. Мощность комбината составляет около 1250 тонн сахара в сутки. Комбинат ориентирован на переработку сахарной свеклы из окрестных хозяйств. В межсезонье комбинат закупал тростниковый сахар-сырец из стран Латинской Америки, но в 2018 году отказался от его импорта из-за экономической нецелесообразности.
В 2023 году выручка комбината составила 417,9 миллионов рублей (132,7 миллиона долларов), чистая прибыль – 90,6 миллионов рублей (более 28 миллионов долларов), долгосрочные обязательства – 32,7 миллионов рублей (более 10 миллионов долларов).
По состоянию на 1 января 2024 года 51,3352% акций предприятия находятся в республиканской собственности. Акции разделены между 19 юридическими лицами и 5747 физическими лицами.
За 2020 год среднесписочная численность работников комбината составила 666 человек.
Комбинат содействовал основанию футбольного клуба «Слуцк» (с 2014 года играет в Высшей лиге Чемпионата Беларуси по футболу).

## Достижения
- Открытое акционерное общество «Слуцкий сахарорафинадный комбинат» (среди организаций промышленности) признано победителем соревнования и занесено на Республиканскую доску почёта за достижение в 2024 году высоких результатов в сфере социально-экономического развития[10].